# Sonara
Sonara (hebr. ‏א-סנארה‎; arab. ‏الصنارة‎) – założony w 1983 roku dziennik wydawany w Nazarecie na północy Izraela.

## Historia
W 1983 roku arabski dziennikarz Lutfi Vinejard postanowił założyć w Nazarecie arabskojęzyczny dziennik, który przekazywałby wiadomości ze świata arabskiego. Lufti posiadał wcześniej agencję reklamową w mieście, co ułatwiło mu realizację nowego projektu. Wykorzystano przy tym moment osłabienia gazet związanych z partiami politycznymi i rozbudowę cywilnego sektora biznesu. Umożliwiło to założenie pierwszej prywatnej arabskiej gazety w Izraelu. Stworzyła ona precedens dla arabskiej ludności kraju, umożliwiając arabskim dziennikarzom zabranie głosu w języku arabskim w toczącym się konflikcie izraelsko-arabskim. Obecnie jest to jedna z największych gazet w kraju. W 2007 roku jej nakład wynosił 30 tys. egzemplarzy, które były rozpowszechniane w Izraelu i Jordanii. W 2000 roku została uruchomiona internetowa wersja gazety, dostępna jedynie w języku arabskim.